# Ainhoa

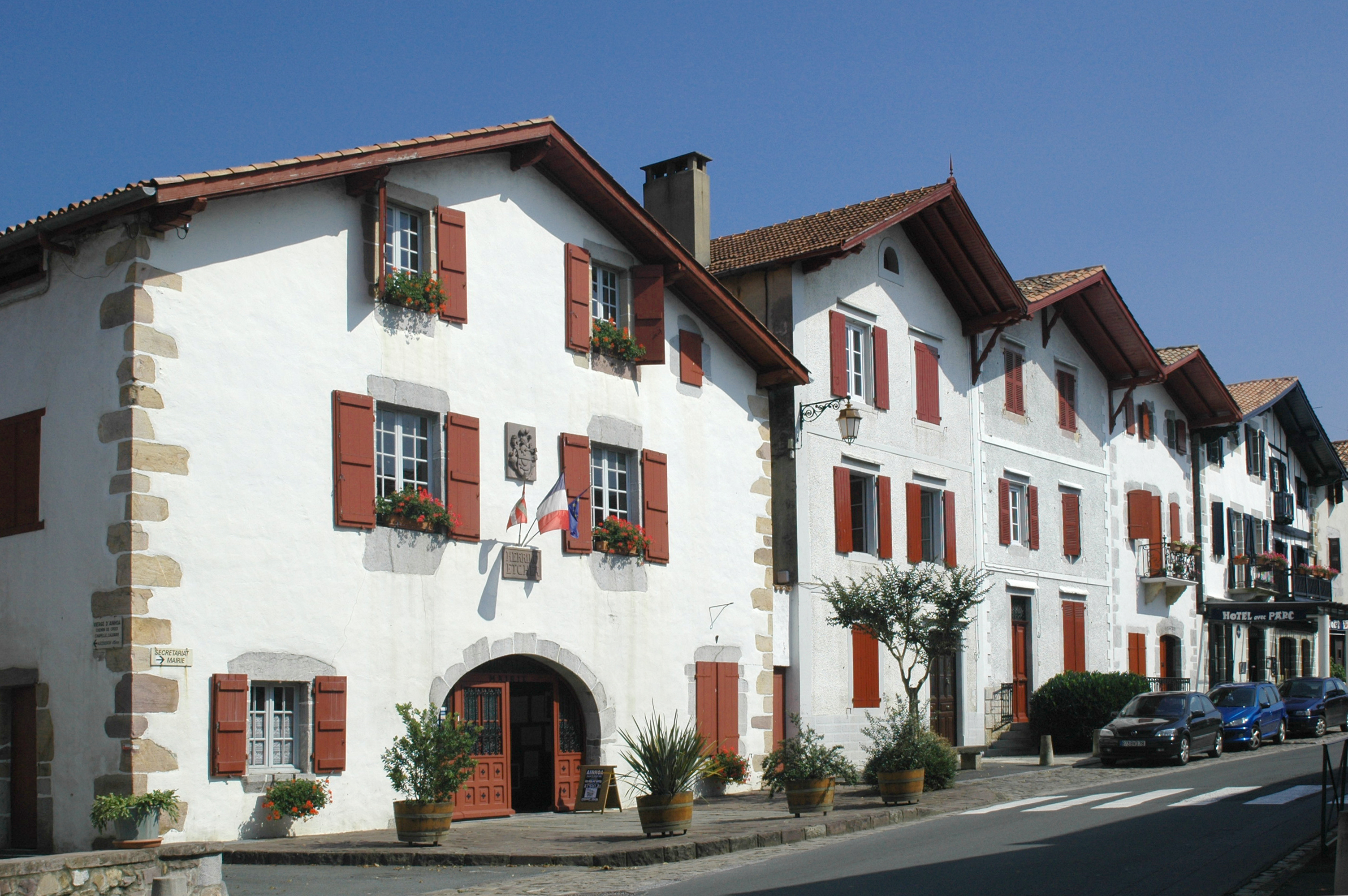
Domy w Ainhoa

Ainhoa – miejscowość i gmina we Francji, w regionie Nowa Akwitania, w departamencie Pireneje Atlantyckie.
Według danych na rok 1990 gminę zamieszkiwało 539 osób, a gęstość zaludnienia wynosiła 33 osób/km² (wśród 2290 gmin Akwitanii Ainhoa plasuje się na 684. miejscu pod względem liczby ludności, natomiast pod względem powierzchni na miejscu 688.).
| 1962 | 1968 | 1975 | 1982 | 1990 | 1999 |
| ---- | ---- | ---- | ---- | ---- | ---- |
| 653  | 579  | 543  | 544  | 539  | 599  |